# Hugo Klingemann
Hugo Klingemann (* 22. Mai 1869 in Wittmund, Provinz Hannover; † 1942 in Stuttgart) war ein deutscher Maler der Düsseldorfer und der Münchner Schule.

## Leben

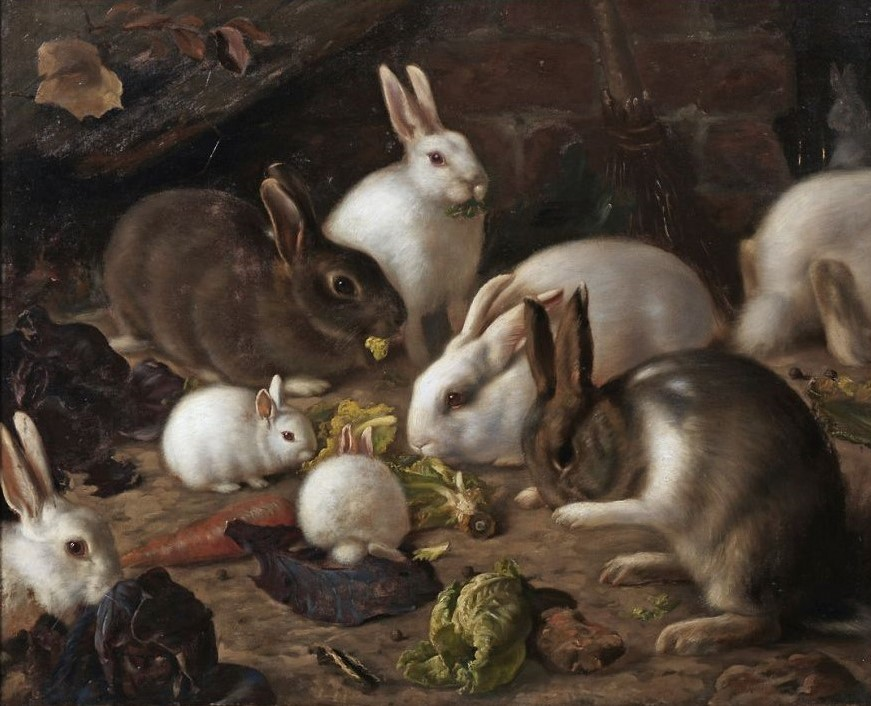
Kaninchen

Klingemann studierte im Jahr 1887 Malerei bei Hugo Crola an der Kunstakademie Düsseldorf. Wegen „Mittellosigkeit“ blieb er dem Unterricht im April fern. Am 13. Oktober 1888 schrieb er sich an der Königlichen Akademie der Bildenden Künste München erneut zum Kunststudium ein. Dort wurde er Schüler von Gabriel von Hackl. Als Kunstmaler ließ sich Klingemann später in Stuttgart nieder.
Klingemann malte Landschaften, Porträts, Genrebilder und Tierstücke sowie Blumenstillleben. Motive wie Naabbrücke im Nebel, Jurafelsen und Bauernhaus im Hümmling zeigte er 1909 im Münchner Glaspalast und auf der Großen Berliner Kunstausstellung des Jahres 1910. Mit einem Blumenstillleben war er 1914 auf der Stuttgarter Kunstausstellung vertreten.